# (2765) Dinant
Pour les articles homonymes, voir Dinant (homonymie).
(2765) Dinant est un astéroïde de la ceinture principale découvert le 4 mars 1981 à l'observatoire de La Silla par l'astronome belge Henri Debehogne et l'astronome italien Giovanni de Sanctis. Sa désignation provisoire était 1981 EY.
Il porte le nom de la ville belge de Dinant.